# Istočni Durango Nahuatl jezik
Istočni Durango Nahuatl jezik (ISO 639: azd; ostali nazivi. Meshikan del este, Mexicanero del este, Nahuat del Este de Durango, Eastern Durango nahuatl), jedan od astečkih jezika na istoku Duranga u Meksiku. Priznat je tek 3. veljače 2012. podjelom jezika Náhuat de Durango ili mexicanero [nln] na zapadni i istočni. Njima danas govore Mexicanero Indijanci.
Populacija Mexicanera (1990.) iznosila je oko 1000. Istočnomeksikanerskim govori 400 ljudi (2011 SIL).